# おろかもの
『おろかもの』（Me & My Brother’s Mistress）は、2019年に公開された日本映画。監督は芳賀俊と鈴木祥、主演は笠松七海と村田唯。
いわゆるシスターフッド・ムービーで、若手監督の登竜門として知られる田辺・弁慶映画祭の2019年（第13回）のコンペティション部門でグランプリを受賞した。

## あらすじ
高校2年生の洋子は、社会人の兄、健治と実家で暮らしている。9年前に両親を亡くし、兄を親代わりとして慕ってきた。その家に兄の婚約者、果歩が越してきた。結婚式は1か月後である。果歩は料理上手でしっかりした女性であるが、兄と妹のふたりの関係が、果歩が加わることによって微妙な三角関係にかわった。
そんなある日、兄が美しい女性とラブホテルから出てくるところを目撃する。こんな大事な時期に浮気をしているのか。真実を知りたい洋子は、女性のあとをつけ、カフェで声をかける。兄と付き合っているのなら別れてくださいと頼む。しかし、私は健治を愛しているの、誰と結婚しようが関係ないの、と突っぱねられる。
美沙と名乗った女性と再び会い、話をするうちに、洋子は彼女に好感を抱くようになる。将来何になりたいの？ときかれて、「真人間」ですかね、ふつうにまっとうに生きたいです、と答える洋子であったが、兄と不倫をしている美沙に不思議なシンパシーを感じる。兄貴ヅラをしながら陰で二股をかけている健治が許せない。美沙と共謀して兄の結婚式を止めようとたくらむ。健治は浮気している、と書いた匿名の手紙を果歩に送りつけたがスルーされてしまう。美沙は思い切って果歩が勤める生花店を直撃する。予想に反して果歩はまったく動じなかった。
「健治が本当に欲しいものは、彼女（美沙）は持ってない。」きっぱりと言いきる果歩を見て、洋子の心は揺らぐ。中途半端なまじめさから関係を続けてきた健治も、ついに美沙に別れを告げる。結婚式当日、あきらめきれない美沙は赤いドレスを身にまとい、教会に乗り込んできた。果歩は健治を守るように立ちはだかる。洋子は美沙の手をとり、式場を飛び出す。

## キャスト
- 高城洋子(タカギ ヨウコ) - 笠松七海
- 深津美沙(フカツ ミサ) - 村田唯
- 高城健治(タカギ ケンジ) - イワゴウサトシ
- 榊果歩(サカキ カホ) - 猫目はち
- 小梅(シャオメイ)- 葉媚
- 倉木宗介(クラキ ソウスケ) - 広木健太
- 安達真奈美(アダチ マナミ) - 林田沙希絵
- 吉岡秀子(ヨシオカ ヒデコ) - 南久松真奈

## スタッフ
- 監督- 芳賀俊、鈴木祥
- 脚本- 沼田真隆
- 編集 - 芳賀俊、秦敏樹
- 撮影監督 - 芳賀俊
- 撮影補- 五十嵐一人
- 特機- 沼田真隆
- 録音・整音 - 柳田耕佑
- 音楽 - 柴山明史
- 助監督 - 高橋優作
- タイトル・宣伝デザイン - 東福寺基佳
- 主題歌 - 「kaleidoscope」円庭鈴子

## 評価
2020年11月20日から12月10日まで開催されたテアトル新宿での特集「田辺・弁慶映画祭コレクション2020」で上映され、その後シネ・リーブル梅田など、全国順次公開された。
劇場公開にあたり、若い女性に人気のあるイラストレーターのKotoka Izumiや、女優でフェミニスト、#KuToo活動で知られる石川優実らがコメントを寄せた。「女性の強さを感じる作品」（Izumi）、「なんでもかんでも『女同士の戦い』にしたがる最近の風潮とはまるで真逆なのが最高」（石川）などと評した。
第13回田辺・弁慶映画祭（2019）ではグランプリのほか、俳優賞、観客賞など史上最多となる5冠に輝いた。
SKIPシティ国際Dシネマ映画祭2019国内コンペティション長編部門で観客賞を受賞した。